# 3 Dywizja Kawalerii (Imperium Rosyjskie)
3 Dywizja Kawalerii (ros. 3-я кавалерийская дивизия) – związek taktyczny Armii Imperium Rosyjskiego.
W 1914 wchodziła w skład 3 Korpusu Armijnego.

## Struktura organizacyjna
Organizacja w 1914
- Dowództwo dywizji – Kowno
- 1 Brygada Kawalerii – Kowno
  - 3 Noworosyjski pułk dragonów
  - 3 Smoleński pułk ułanów
- 2 Brygada Kawalerii – Wilno
  - 3 Jelizawietgradzki pułk huzarów
  - 3 pułk Kozaków Dońskich
- 3 dywizjon artylerii konnej